# Vardi (rzeka)
Vardi (est. Vardi jõgi) – rzeka w zachodniej Estonii. Rzeka wypływa z okolic wsi Ohulepa w gminie Rapla. Uchodzi do Kasari na północ od wsi Hiietse. Ma długość 19 km i powierzchnię dorzecza 86,5 km². Na południe od wsi Varbola wpada do niej rzeka Ohukotsu.